# Xavier Chevrier
Pour les articles homonymes, voir Chevrier (homonymie).
Xavier Chevrier (né le 17 mars 1990 à Aoste) est un sportif italien, spécialiste de course à pied en montagne. Il est champion d'Europe de course en montagne 2017.

## Biographie
Né à Aoste, il est originaire de Nus et réside à Fénis.
Junior, Xavier démontre un grand talent pour la discipline de course en montagne. Il remporte le Challenge international jeunesse de course en montagne 2007 à Suse. En 2008 et 2009, il décroche le titre de champion junior d'Italie de course en montagne. En 2009, il remporte la médaille d'argent en junior aux championnats d'Europe de course en montagne puis devient champion du monde junior de course en montagne.
Le 19 septembre 2015, il termine septième des championnats du monde de course en montagne à Betws-y-Coed et remporte la médaille d'or par équipes avec les jumeaux Dematteis. Il remporte son premier titre de champion d'Italie de course en montagne.
À partir de 2016, il étoffe son palmarès avec des courses sur route. Il remporte les 10 km de Lausanne et le Stralugano. Il prend part aux championnats d'Europe d'athlétisme où il se classe 38e du semi-marathon en 1 h 6 min 31 s. Il remporte également le Trophée Nasego qui compte comme championnats d'Italie de course en montagne longue distance et ajoute un nouveau titre à son palmarès. Il décroche également le titre de champion d'Italie de course de relais en montagne avec Luca Cagnati et Cesare Maestri à Casette di Massa.
Le 8 juillet 2017, il suit de près le Norvégien Johan Bugge lors des championnats du monde de course en montagne à Kamnik. Il parvient à doubler ce dernier pour aller s'offrir le titre de champion d'Europe. Il remporte également la médaille d'argent par équipes. Il remporte son second titre national cette année.
Le 7 juillet 2019 à Zermatt, il parvient à battre le Suisse Rémi Bonnet pour décrocher la troisième marche du podium aux championnats du monde de course en montagne.
Il connaît un excellent début de saison 2022 sur route, améliorant ses records personnels sur 10 kilomètres en 29 min 3 s à Bergame puis sur semi-marathon en 1 h 1 min 58 s à Berlin. Le 8 mai, il prend le départ des 20 km de Lausanne en tant qu'outsider. Il prend d'emblée les commandes de la course et dicte le rythme, larguant ses adversaires au fil des kilomètres. Il s'impose en solitaire en 1 h 2 min 21 s.

## Vie privée
Il est le cousin du fondeur Federico Pellegrino. Il dirige une entreprise agricole avec sa femme Denise. Ils ont deux enfants : Loïc, né en 2020, et Maïté, née en 2022.

## Palmarès

### Course en montagne
| no  | masculin           | Course                                                           | Longueur | Départ            | Temps           |
| --- | ------------------ | ---------------------------------------------------------------- | -------- | ----------------- | --------------- |
| 7e  | 7e                 | Championnats d'Europe de course en montagne                      | 12,2 km  | 7 juillet 2012    | 51 min 23 s     |
| 1re | Médaille d'or      | Trophée Nasego                                                   | 17 km    | 19 mai 2013       | 1 h 13 min 43 s |
| 4e  | 4e                 | Championnats d'Europe de course en montagne                      | 11,8 km  | 6 juillet 2013    | 58 min 1 s      |
| 3e  | Médaille de bronze | Thyon-Dixence                                                    | 16,3 km  | 4 août 2013       | 1 h 11 min 31 s |
| 8e  | 8e                 | Challenge mondial de course en montagne longue distance          | 21,4 km  | 16 août 2014      | 2 h 17 min 8 s  |
| 6e  | 6e                 | Championnats d'Europe de course en montagne                      | 11,8 km  | 4 juillet 2015    | 1 h 3 min 41 s  |
| 3e  | Médaille de bronze | Fletta Trail                                                     | 21 km    | 18 juillet 2015   | 1 h 29 min 56 s |
| 7e  | 7e                 | Championnats du monde de course en montagne                      | 13,0 km  | 19 septembre 2015 | 51 min 36 s     |
| 1re | Médaille d'or      | Trophée Nasego                                                   | 20,6 km  | 15 mai 2016       | 1 h 36 min 36 s |
| 7e  | 7e                 | Championnats d'Europe de course en montagne                      | 12,7 km  | 2 juillet 2016    | 55 min 8 s      |
| 3e  | Médaille de bronze | Thyon-Dixence                                                    | 16,3 km  | 7 août 2016       | 1 h 13 min 12 s |
| 10e | 10e                | Championnats du monde de course en montagne                      | 12,5 km  | 11 septembre 2016 | 1 h 5 min 50 s  |
| 1re | Médaille d'or      | Championnats d'Europe de course en montagne                      | 12,5 km  | 8 juillet 2017    | 1 h 2 min 51 s  |
| 5e  | 5e                 | Championnats du monde de course en montagne                      | 13,0 km  | 30 juillet 2017   | 55 min 47 s     |
| 2e  | Médaille d'argent  | Thyon-Dixence                                                    | 16,3 km  | 6 août 2017       | 1 h 11 min 47 s |
| 3e  | Médaille de bronze | Fletta Trail                                                     | 21 km    | 13 août 2017      | 1 h 27 min 34 s |
| 3e  | Médaille de bronze | Championnats d'Europe de course en montagne                      | 10,1 km  | 7 juillet 2019    | 54 min 2 s      |
| 2e  | Médaille d'argent  | Trans d'Havet - Campogrosso Mountain Classic                     | 12,8 km  | 28 juillet 2019   | 1 h 3 min 50 s  |
| 3e  | Médaille de bronze | Thyon-Dixence                                                    | 16,3 km  | 4 août 2019       | 1 h 10 min 55 s |
| 9e  | 9e                 | Championnats du monde de course en montagne                      | 14,7 km  | 15 novembre 2019  | 1 h 7 min 21 s  |
| 3e  | Médaille de bronze | Trophée Nasego                                                   | 20,6 km  | 4 octobre 2020    | 1 h 37 min 28 s |
| 1re | Médaille d'or      | Montée du Nid d'Aigle                                            | 19,5 km  | 17 juillet 2021   | 1 h 44 min 25 s |
| 1re | Médaille d'or      | SaintéSprint                                                     | 23 km    | 27 novembre 2021  | 1 h 24 min 2 s  |
| 5e  | 5e                 | Championnats d'Europe de course en montagne - Montée et descente | 17,6 km  | 3 juillet 2022    | 1 h 8 min 23 s  |
| 8e  | 8e                 | Championnats du monde de course en montagne - Montée             | 8,5 km   | 4 novembre 2022   | 50 min 3 s      |
| 1re | Médaille d'or      | Course Montreux-Les-Rochers-de-Naye                              | 18,8 km  | 2 juillet 2023    | 1 h 28 min 42 s |
| 3e  | Médaille de bronze | Montée du Nid d'Aigle                                            | 19,5 km  | 22 juillet 2023   | 1 h 51 min 11 s |
| 3e  | Médaille de bronze | ETC                                                              | 15 km    | 29 août 2023      | 1 h 21 min 17 s |
| 1re | Médaille d'or      | Primiero Dolomiti Trail                                          | 10,2 km  | 30 septembre 2023 | 43 min 32 s     |
| 1re | Médaille d'or      | SaintéSprint                                                     | 24 km    | 2 décembre 2023   | 1 h 22 min 26 s |
| 2e  | Médaille d'argent  | Ivrea-Mombarone                                                  | 20 km    | 22 septembre 2024 | 1 h 57 min 14 s |

### Route
| Année | Compétition                     | Lieu     | Place | Épreuve          | Temps          |
| ----- | ------------------------------- | -------- | ----- | ---------------- | -------------- |
| 2016  | Semi-marathon Rome-Ostie        | Ostie    | 8e    | Semi-marathon    | 1 h 3 min 43 s |
| 2016  | 10 km de Lausanne               | Lausanne | 1er   | 10 kilomètres    | 30 min 2 s     |
| 2016  | Stralugano                      | Lugano   | 1er   | 10 kilomètres    | 29 min 56 s    |
| 2017  | Semi-marathon Roméo et Juliette | Vérone   | 4e    | Semi-marathon    | 1 h 4 min 52 s |
| 2017  | MezzAosta                       | Aoste    | 1er   | 10 kilomètres    | 30 min 15 s    |
| 2022  | 20 km de Lausanne               | Lausanne | 1er   | 20 kilomètres    | 1 h 2 min 20 s |
| 2023  | Corrida d'Octodure              | Martigny | 2e    | Course populaire | 20 min 39 s    |

## Records
| Épreuve       | Performance     | Date            | Lieu             |
| ------------- | --------------- | --------------- | ---------------- |
| 10 kilomètres | 28 min 35 s     | Valence         | 12 janvier 2025  |
| Semi-marathon | 1 h 1 min 56 s  | Barcelone       | 16 février 2025  |
| Marathon      | 2 h 19 min 35 s | Reggio d'Émilie | 13 décembre 2020 |